# The Wire
The Wire — британский журнал, посвящённый авангардной музыке.
Основан в 1982 году джазовым промоутером Энтони Вудом и журналистом Крисси Мюррей и назван в честь одноимённой композиции джазового саксофониста Стива Лейси. C 1984 года он принадлежал Namara Group Наима Атталлы. В феврале 2001 года шестеро штатных сотрудников выкупили журнал и теперь издают его самостоятельно. Ричард Кук сменил Энтони Вуда на посту редактора, а в июне 1992 года на его место пришёл Марк Синкер. После ухода Синкера в начале 1994 года (он оставался в качестве сотрудника ещё несколько лет) редакторами журнала последовательно были Тони Херрингтон, Роб Янг и Крис Бон, который также публикуется под псевдонимом Биба Копф.
Первоначально журнал уделял внимание современной джазовой и импровизационной музыке, но в начале 1990-х стал освещать также различные виды экспериментальной музыки. С тех пор он охватил такие темы, как хип-хоп, современная классическая музыка, свободная импровизация, построк и различные формы электронной музыки. Помимо многочисленных рецензий на альбомы журнал содержит такие рубрики, как The Invisible Jukebox (интервью, в котором приглашённой звезде включают неизвестные треки) и The Primer — подробная статья о каком-либо жанре или исполнителе. В каждом номере публикуется материал об авангардистской музыкальной сцене в определённом городе. Кроме сугубо музыкальной тематики, в журнале уделяется внимание обложкам дисков и произведениям искусства, созданным в смешанной технике.
С 1998 года вместе с журналом начинает выходить серия сборников новой музыки на компакт-дисках под названием The Wire Tapper. Кроме компиляций, подписчики также получают различные семплер-альбомы. С января 2003 года The Wire выпускает еженедельную программу на лондонском социальном радио Resonance FM; в качестве названия используется слоган журнала; выпуски по очереди размещают сотрудники редакции.
В журнале использовался слоган «События в современной музыке» (англ. Adventures in Modern Music) с 1994 года, а 14 декабря 2011-го редакция The Wire объявила в Твиттере новый слоган: «События в звуке и музыке» (англ. Adventures in Sound and Music).